# Араччікаттува (підрозділ окружного секретаріату)
Підрозділ окружного секретаріату Араччікаттува — підрозділ окружного секретаріату округу Путталам, Північно-Західна провінція, Шрі-Ланка. Складається з 33 Грама Ніладхарі.